# Ordo
Ordo é um filme português realizado em 2004 por Laurence Ferreira Barbosa.
A estreia em Portugal foi a 30 de Dezembro de 2004.

## Elenco
- Roschdy Zem
- Marie-Josée Croze
- Marie-France Pisier